# Bures Hamlet
Bures Hamlet är en civil parish i Braintree i Essex i England. Civil parish har 749 invånare (2011).